# Sharnol Adriana
Sharnol Leonard Adriana, nizozemski poklicni bejzbolist, * 13. november 1970, Curaçao, Nizozemski Antili. 

## Zgodnja leta
Svojo poklicno pot je Adriana pričel leta 1991, ko ga je v 15. krogu nabora lige MLB izbral klub Toronto Blue Jays. Postal je redni bližnji zaustavljalec nižje podružnice ekipe St. Catharines Blue Jays, kjer je odbijal s povprečjem 0,206. Leto kasneje je kot član ekipe Dunedin Blue Jays na položaju druge baze odbijal s povprečjem 0,276, leta 1993 pa se je pri moštvu Knoxville Smokies precej naprezal. Odbijal je s povprečjem 0,215, mesto v začetni postavi pa je namesto njega dobil Joe Lis mlajši.

## Mehika
Med letoma 2000 in 2005 je igral v mehiški Liga Mexicana de Beisbol, kjer je imel še največ uspeha. Leta 2005 je kot 34-letni veteran je član moštva San Luis Potosi Tuneros odbijal s povprečjem 0,368 in ligo vodil v tekih in skupnih bazah. 

## Nizozemska reprezentanca
Z ekipo se je udeležil olimpijskih iger v Sydneyju, Atenah in Pekingu. Na prvih dveh igrah, ki se jih je udeležil, je Nizozemska zasedla 5. in 6. mesto.
Njegov udarec za eno polje, ki ga je odbil od meta Stephena Strasburga, je bil edini, ki ga je na tekmi proti nizozemski reprezentanci na Poletnih olimpijskih igrah leta 2008 dovolil omenjeni metalec. 